# La grande speranza bianca
La grande speranza bianca (The Great White Hope) è un'opera teatrale di Howard Sackler, che debuttò a Washington nel 1967. Il dramma è basato sulla vita del pugile Jack Johnson e ha vinto il Premio Pulitzer per la drammaturgia e il Tony Award alla migliore opera teatrale. Nel 1970 il regista Martin Ritt ne ha realizzato un adattamento cinematografico con James Earl Jones, Per salire più in basso.

## Trama
La carriera di Jack Jefferson (ispirato al pugile Jack Johnson) risente del fatto che sia un uomo nero sposato con una donna bianca e che sia l'unico pugile di colore in mezzo ad altri lottatori bianchi.